# مسجد لالدي
مسجد لالدي(بالبنغالية: লালদীঘি মসজিদ) هو مسجد قديم يقع في بلدة لالدي في مدينة بدرعانج أوبازيلا في منطقة رانجبور من بنغلاديش.

## التاريخ
يعتقد أن المسجد بني في الفترة من أواخر القرن السابع عشر الميلادي وحتى أوائل القرن الثامن عشر الميلادي، التاريخ الدقيق لبناء المسجد غير معروف، وقد كان هناك نقش يقع بالقرب من الواجهة الشرقية للمسجد ولكن هذا النقش قد اختفى، وووفقا لبنغالا بيديا فان الطراز المعماري للمسجد يشبه المساجد القريبة منه مثل مسجد غوراي 1680 ومسجد شاكسري الذي بني في فترة أواخر القرن السابع عشر الميلادي.

## وصلات خارجية
- موقع المسجد